# Dudergof (przystanek kolejowy)
Dudergof (ros. Дудергоф) – przystanek kolejowy w miejscowości Petersburg, w Rosji.

## Historia
Przystanek Dudergof powstał w 1899. W 1950 zmieniono jego nazwę na Możajskaja (ros. Можайская). W 2020 z rekomendacji petersburskiej komisji toponimicznej Koleje Rosyjskie przywróciły dawną nazwę.

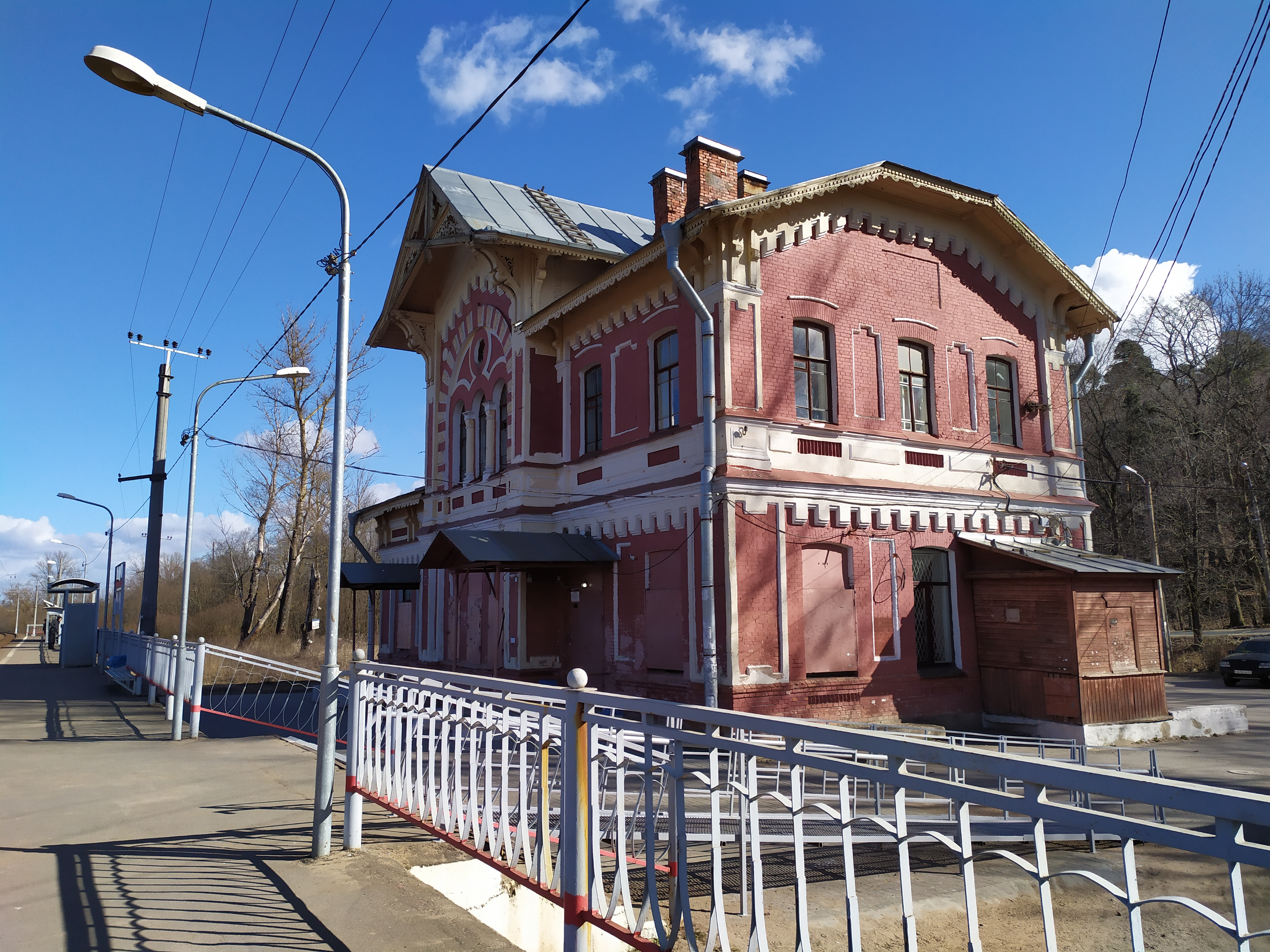
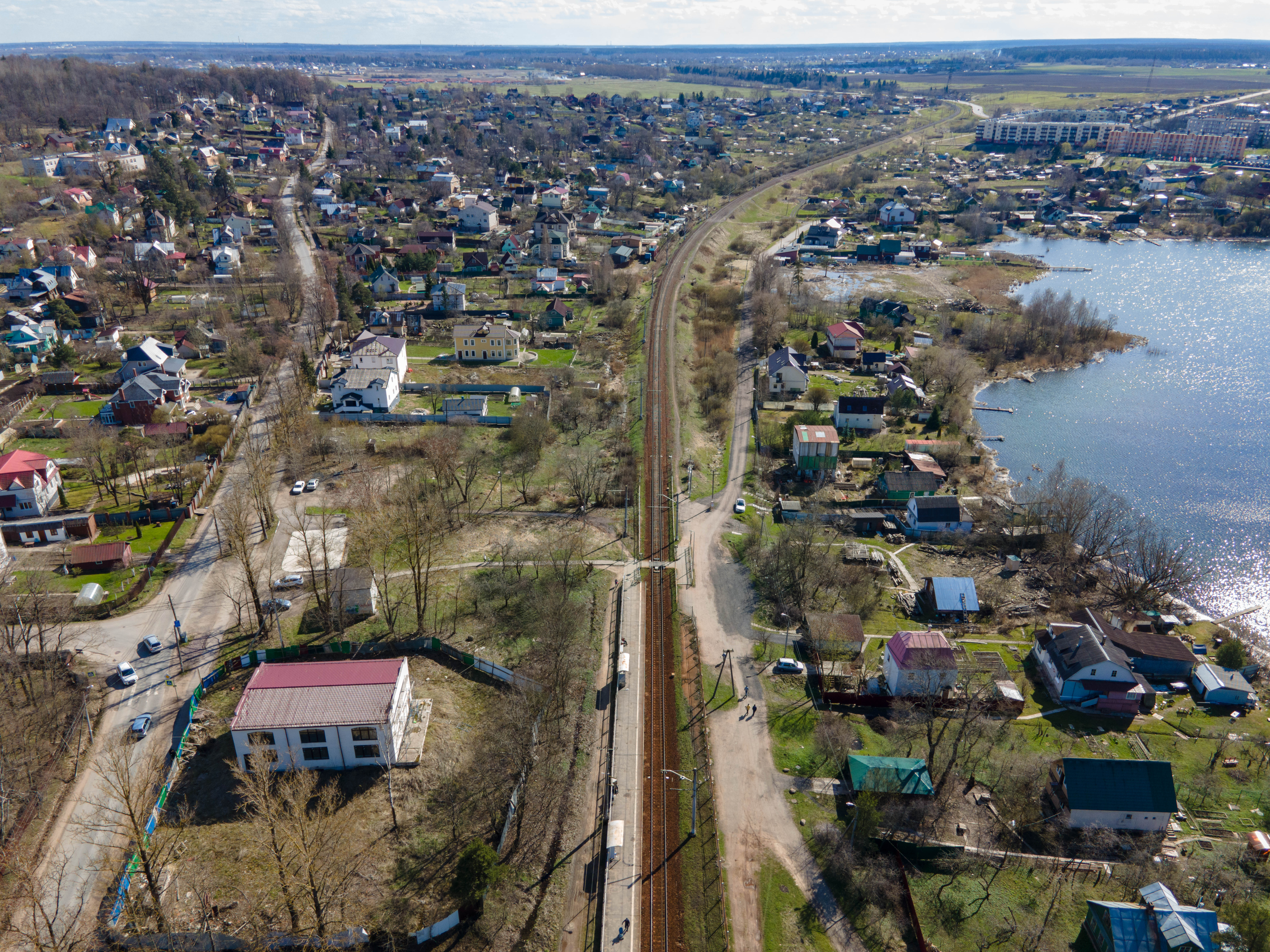
Widok w stronę Gatczyny
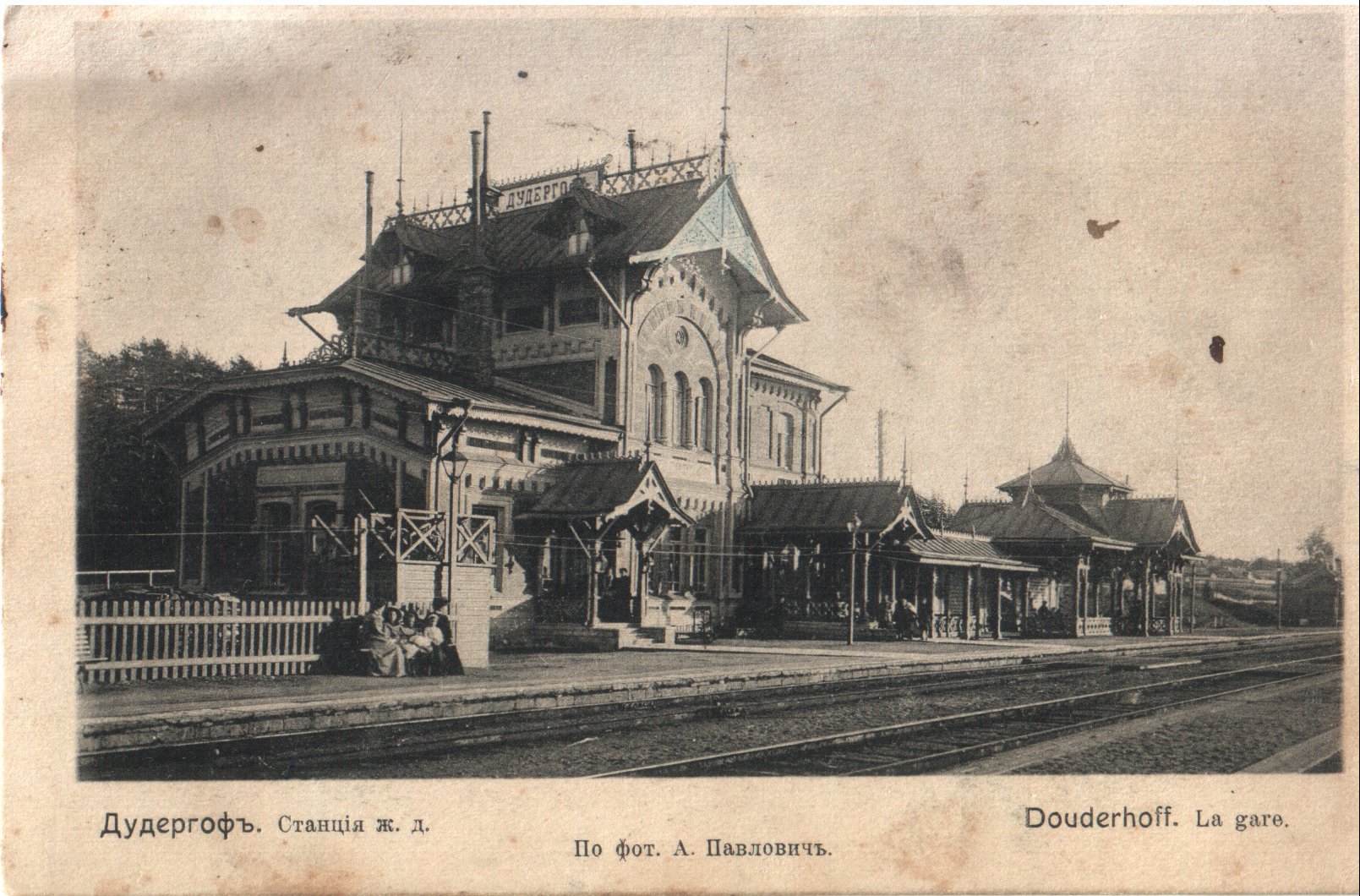
Przystanek w 1910